# Marino de Tocco
Marino de Tocco (... – 1438) è stato un vescovo cattolico italiano.

## Biografia
Di nobile famiglia teatina, fu un insigne giurista e dottore in utroque. Era auditore della Rota Romana.
Il 14 febbraio 1407 papa Gregorio XII lo elesse vescovo di Teramo: essendo stato deposto Gregorio XII nel concilio di Pisa, nel 1412 Marino fu costretto a lasciare l'episcopato.
Ricomposto lo scisma, il 6 luglio 1418 papa Martino V lo nominò vescovo di Macerata e Recanati e il 7 gennaio 1429 lo trasferì alla sede di Chieti.
Sotto il suo episcopato si risolse l'annoso conflitto tra la diocesi di Chieti e Francesco de' Riccardis di Ortona sul possesso del castello di Montesilvano: il castello fu restituito alla mensa vescovile di Chieti, che lo cedette in enfiteusi a de' Riccardis.
Fece anche riedificare l'altare delle reliquie di san Giustino in cattedrale.
Morì nel 1438.